# Tony Imi
Anthony « Tony » Imi — né le 27 mars 1937 à Londres (Angleterre), mort le 8 mars 2010 au Royaume-Uni (lieu à préciser) — est un directeur de la photographie anglais (membre de la BSC).

## Biographie
Au cinéma, Tony Imi est chef opérateur sur une cinquantaine de films (dont six courts métrages), majoritairement britanniques — plus quelques films américains, allemands ou en coproduction — et sortis entre 1968 et 2010, année de sa mort, à 72 ans.
Parmi ses films notables, mentionnons The Raging Moon de Bryan Forbes (1971, avec Malcolm McDowell et Nanette Newman), Le Commando de Sa Majesté d'Andrew V. McLaglen (1980, avec Gregory Peck et Roger Moore), Enemy de Wolfgang Petersen (1985, avec Dennis Quaid et Louis Gossett Jr.), ou encore Aimée et Jaguar de Max Färberböck (1999, avec Maria Schrader et Juliane Köhler).
À la télévision britannique — parfois américaine —, hormis quelques séries (1965-2009), il est surtout directeur de la photographie sur une quarantaine de téléfilms, le premier étant Cathy Come Home de Ken Loach (1966, avec Carol White).
Suivent notamment Princesse Daisy de Waris Hussein (1983, avec Lindsay Wagner et Paul Michael Glaser), Le Retour de Sherlock Holmes de Kevin Connor (1987, avec Michael Pennington et Margaret Colin) et Coulisses d'un meurtre de Robert Iscove (1994, avec Richard Crenna et Cliff Gorman). Son dernier téléfilm est diffusé en 2007.
Devenu en 1971 membre de la British Society of Cinematographers (BSC), Tony Imi en est le président de 1982 à 1984.

## Filmographie partielle

### Cinéma
- 1971 : The Raging Moon de Bryan Forbes
- 1976 : The Slipper and the Rose: The Story of Cinderella de Bryan Forbes
- 1978 : La Cible étoilée (Brass Target) de John Hough
- 1978 : Sarah (International Velvet) de Bryan Forbes
- 1979 : La Percée d'Avranches (Steiner – Das Eiserne Kreuz, 2. Teil) d'Andrew V. McLaglen
- 1980 : Les Loups de haute mer (North Sea Hijack) d'Andrew V. McLaglen
- 1980 : Le Commando de Sa Majesté (The Sea Wolves) d'Andrew V. McLaglen
- 1981 : La Nuit de l'évasion (Night Crossing) de Delbert Mann
- 1983 : Les Pirates de l'île sauvage (Nate and Hayes) de Ferdinand Fairfax
- 1985 : Enemy (Enemy Mine) de Wolfgang Petersen
- 1988 : Buster de David Green
- 1989 : Wired de Larry Peerce
- 1990 : Fire Birds de David Green
- 1994 : Shopping de Paul W. S. Anderson
- 1999 : Le Phare de l'angoisse (Lighthouse) de Simon Hunter
- 1999 : Aimée et Jaguar (Aimée und Jaguar) de Max Färberböck
- 2005 : Survie : Les Naufragés (Survival Island/Three) de Stewart Raffill

### Télévision
(téléfilms)
- 1966 : Cathy Come Home de Ken Loach
- 1980 : Death Penalty de Waris Hussein
- 1981 : Réservé aux dames (For Ladies Only) de Mel Damski
- 1982 : My Baby, My Child de Marvin J. Chomsky
- 1983 : Princesse Daisy (Princess Daisy) de Waris Hussein
- 1984 : Pope John Paul II d'Herbert Wise
- 1984 : Sakharov de Jack Gold
- 1985 : Rendez-vous à Fairborough (Reunion at Fairborough) d'Herbert Wise
- 1986 : The Last Days of Frank and Jesse James de William A. Graham
- 1987 : Queenie de Larry Peerce
- 1987 : Le Retour de Sherlock Holmes (The Return of Sherlock Holmes) de Kevin Connor
- 1990 : Le Vieil Homme et la Mer (The Old Man and the Sea) de Jud Taylor
- 1991 : Au-delà du désespoir (Our Sons) de John Erman
- 1991 : Usurpation d'identité (Fourth Story) d'Ivan Passer
- 1991 : The Last to Go de John Erman
- 1992 : L'Enfant de la colère (Child of rage) de Larry Peerce
- 1992 : Against Her Will: An Incident in Baltimore de Delbert Mann
- 1993 : L'Enfant de la dernière chance (For the Love of My Child: The Anissa Ayala Story) de Waris Hussein
- 1994 : Coulisses d'un meurtre (Janek: The Silent Betrayal) de Robert Iscove
- 1996 : The Sunshine Boys de John Erman
- 1998 : Only Love de John Erman
- 2001 : Victoria et Albert (Victoria & Albert) de John Erman
- 2006 : Lueur d'amour (Candles on Bay Street) de John Erman
- 2007 : Starting Over de Giles Foster